# Mile Mrkšić
Mile Mrkšić (en serbe : Миле Мркшић), né le 20 juin 1947 à Vrginmost (République socialiste de Croatie) et mort le 16 août 2015 à Lisbonne, est un officier serbe yougoslave reconnu coupable de crime contre l'humanité et de crime de guerre lors de la bataille de Vukovar (1991).

## Biographie
Alors colonel de l'Armée populaire yougoslave, il commande l'unité qui participe à la bataille de Vukovar, pendant la guerre de Croatie. Par la suite, il est promu au rang de général, puis de commandant en chef de l'armée de la République serbe de Krajina en mai 1995.
La même année, il est inculpé par le Tribunal pénal international pour l'ex-Yougoslavie pour sa responsabilité dans le massacre de Vukovar, qui a fait 264 victimes croates. Le 15 mai 2002, il se rend volontairement au Tribunal et plaide non coupable. 
Son procès commence en 2005. Il est accusé de crimes contre l'humanité et de crimes de guerre. En septembre 2007, il est déclaré coupable de la mort de 194 personnes réfugiées dans un hôpital de Vukovar, torturées et exécutées, et condamné à une peine de 20 ans de prison. 
Il était emprisonné dans une prison de haute sécurité de Lisbonne.